# Weseli muzykanci
Weseli muzykanci (ros. Весёлые музыканты) – radziecki krótkometrażowy film lalkowy z 1937 roku w reżyserii Aleksandra Ptuszko będący adaptacją baśni braci Grimm Muzykanci z Bremy. Jedna z pierwszych adaptacji kukiełkowych klasycznych baśni wyprodukowana przez Mosfilm. Film wyszedł na ekrany 16 marca 1938 roku.